# سيرجيو ماتوتشي
سيرجيو ماتوتشي (31 أغسطس 1931 - 4 نوفمبر 2020)، هو ممثل إيطالي وممثل صوتي ومقدم برامج في إلإذاعة الإيطالية. ولد في مدينة روما، وتوفي فيها.